# Kryogenika

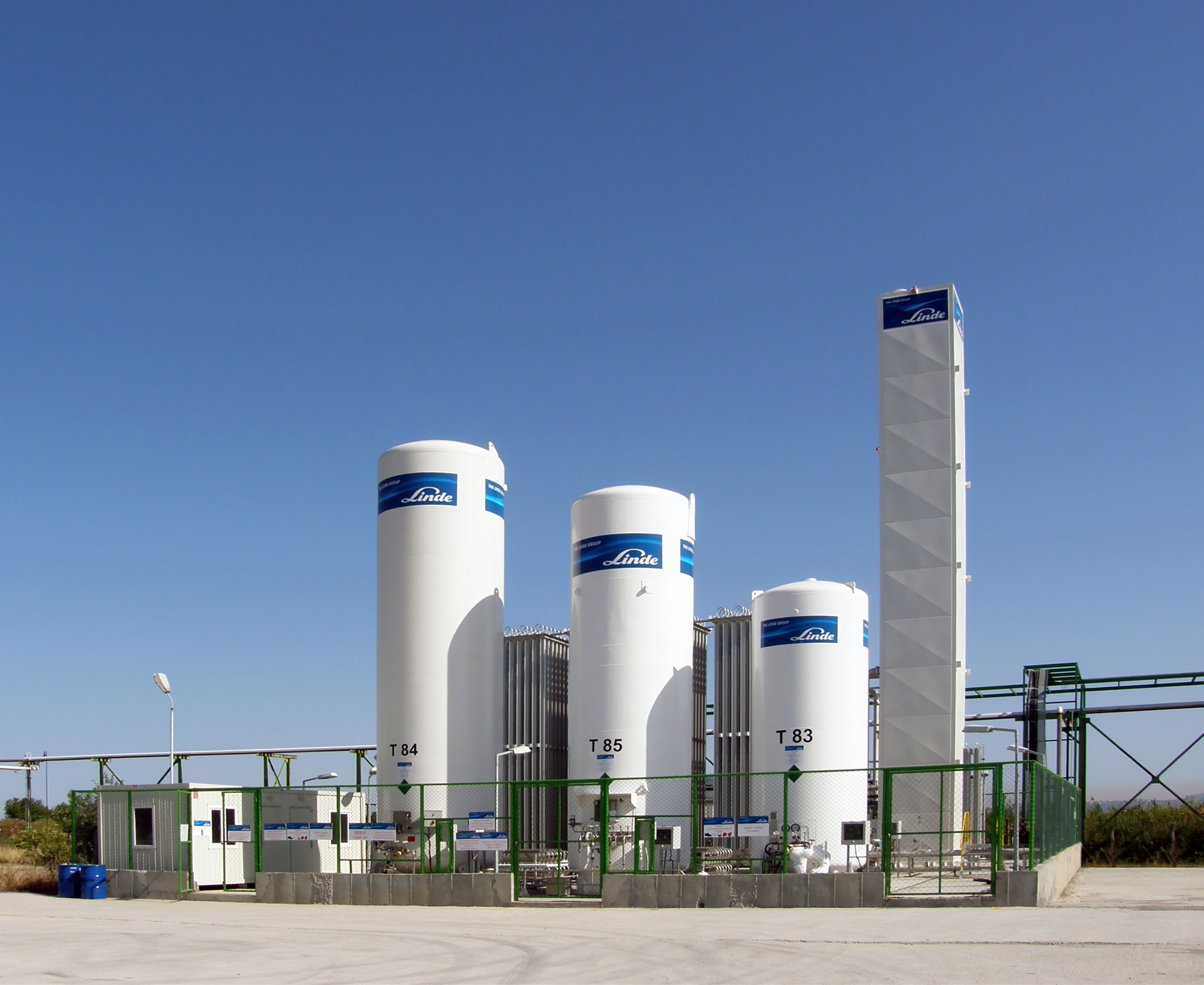
Jednotka GAN 1800 firmy Linde na zkapalňování dusíku

Kryogenika neboli (zejména pro teoretickou část oboru) fyzika nízkých teplot je fyzikální obor zabývající se dosahováním velmi nízkých teplot a studiem působení těchto teplot na různé materiály. V přeneseném významu označuje slovo kryogenika také technické zařízení k udržování nízké teploty. Americký Národní institut standardů a technologie stanovil hranici mezi chlazením a kryogenikou na 93,15 K (–180 °C). Tato hodnota se jeví logicky, neboť bod varu takzvaných permanentních plynů (vodík, kyslík, neon, dusík) leží pod touto hranicí a bod varu běžných chladicích kapalin leží nad ní. Tato hranice však není pevně dána a může být posouvána.

## Využití

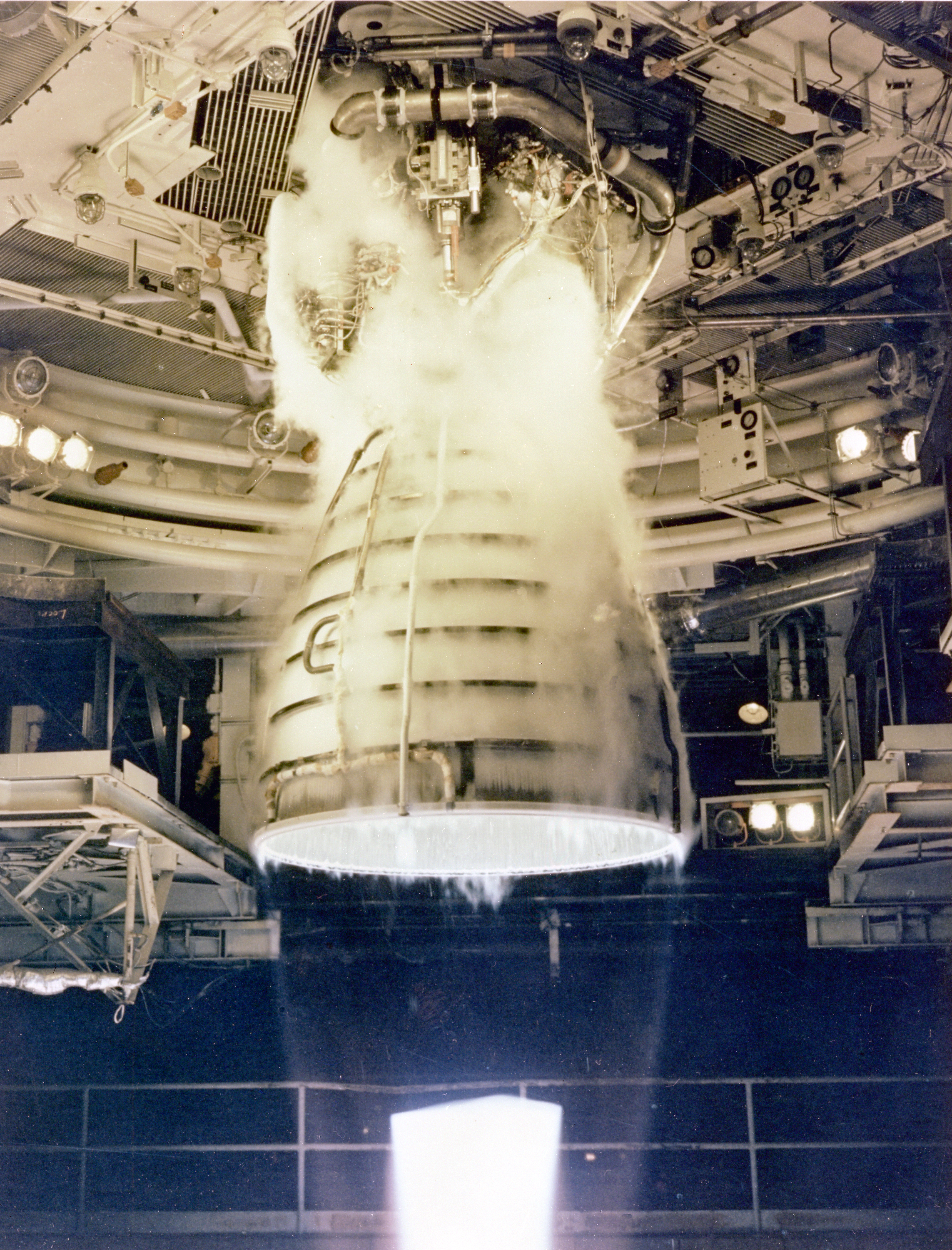
Motor SSME spalující kapalný vodík a kyslík

Kryogenika nachází využití v mnoha oborech. V oblasti výzkumu supravodivosti jsou zapotřebí velmi nízké teploty a těch je dosahováno pomocí zkapalněných plynů, jako helia nebo dusíku. Například Large Hadron Collider v CERNu používá k chlazení kapalné helium.
Kapalné helium nachází uplatnění i v kosmonautice, kromě použití jako technický plyn pro udržení tlaku v nádržích raketových stupňů, se používá i k chlazení. Sondy a družice vystavené přímému slunečnímu záření bývají vybaveny heliovým chladicím systémem. Tento systém neplní pouze funkci ochrany před sluncem, ale je také využíván pro chlazení přístrojů snímajících infračervené spektrum. Příkladem je Herschelova vesmírná observatoř. Další kosmickou aplikací jsou kryogenní pohonné látky. Mezi ně se řadí kapalný vodík a kyslík. Tuto kombinaci používá raketoplán Space Shuttle nebo raketa Delta IV. Ve strojírenství se využívá kryogenní tepelné zpracování pro úpravu struktury oceli. Při této proceduře se zlepšuje struktura martenzitu a dochází k rozpadu zbytkového austenitu.

## Dosahování nízkých teplot
K dosažení velmi nízkých teplot se používá několik metod. Při chlazení přístrojů nebo hlubokém zmrazování jsou používány zkapalněné plyny jako helium a dusík. Pro zkapalňování plynů se používá několikastupňové komprese a chlazení. Příkladem může být Siemensův cyklus. Při tomto cyklu je využit Gay-Lussacův zákon, podle kterého stlačením plynu vzroste jeho termodynamická teplota. Vzniklé teplo je odvedeno tepelným výměníkem. Po snížení tlaku klesne i teplota. K moderním metodám patří magnetické chlazení na principu magnetokalorického jevu.

## Příbuzné obory
Na kryogeniku navazuje několik dalších oborů, někdy se významy různých oborů překrývají a mohou působit zmatek.

### Kryobiologie
Kryobiologie je věda, zabývající se účinky velmi nízkých teplot na živé organismy.

### Kryonika
Kryonika je experimentální metoda uchovávání lidí nebo zvířat. Příbuzným oborem je kryoprezervace.

### Kryoelektronika
Kryoelektronika je vědní obor, zkoumající účinky velmi nízkých teplot na elektrické vlastnosti materiálů. Hlavním oborem kryoelektroniky je výzkum supravodivosti. Aplikací supravodivosti v praxi se zabývá kryotronika.